# 樂鞭

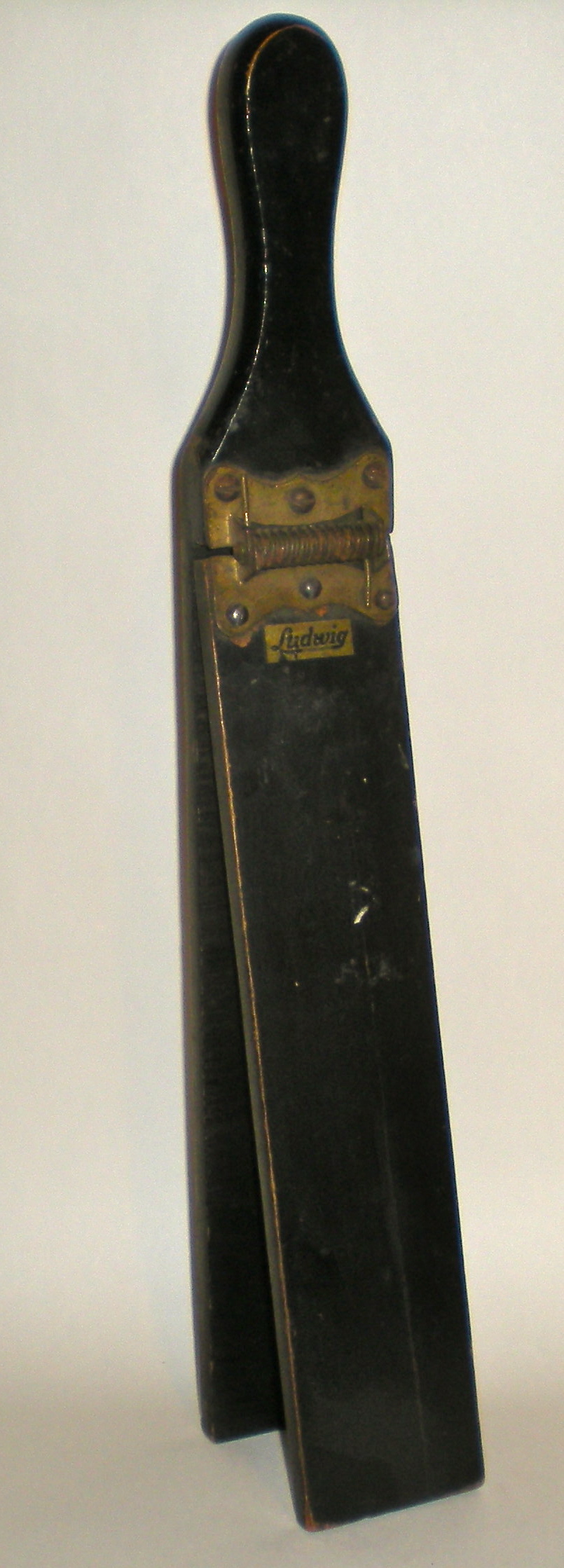
由Ludwig所生產的樂鞭，採用彈簧式的鉸鏈

樂鞭〔英語：，法語：，義大利語：，德語：〕是敲擊樂器的一種。它由兩塊木板組成，並利用鉸鏈把木板連接起來。發聲的原理是透過木板之間互相撞擊而發聲。樂鞭的聲音短、乾而尖。由於發出的聲音和一般用作拍打動物的鞭非常相近，所以稱為樂鞭。
樂鞭於二十世紀初開始出現於樂隊中使用，其中包括馬勒的第5及第6號交響曲、拉威爾的G大調鋼琴協奏曲及為穆索斯基《展覽會之畫》的樂隊配器。瓦雷茲於1931年為13位敲擊樂手而創作的電離(Ionization)亦有運用樂鞭，現時樂鞭成為了現代敲擊樂器不可或缺之一。

## 種類

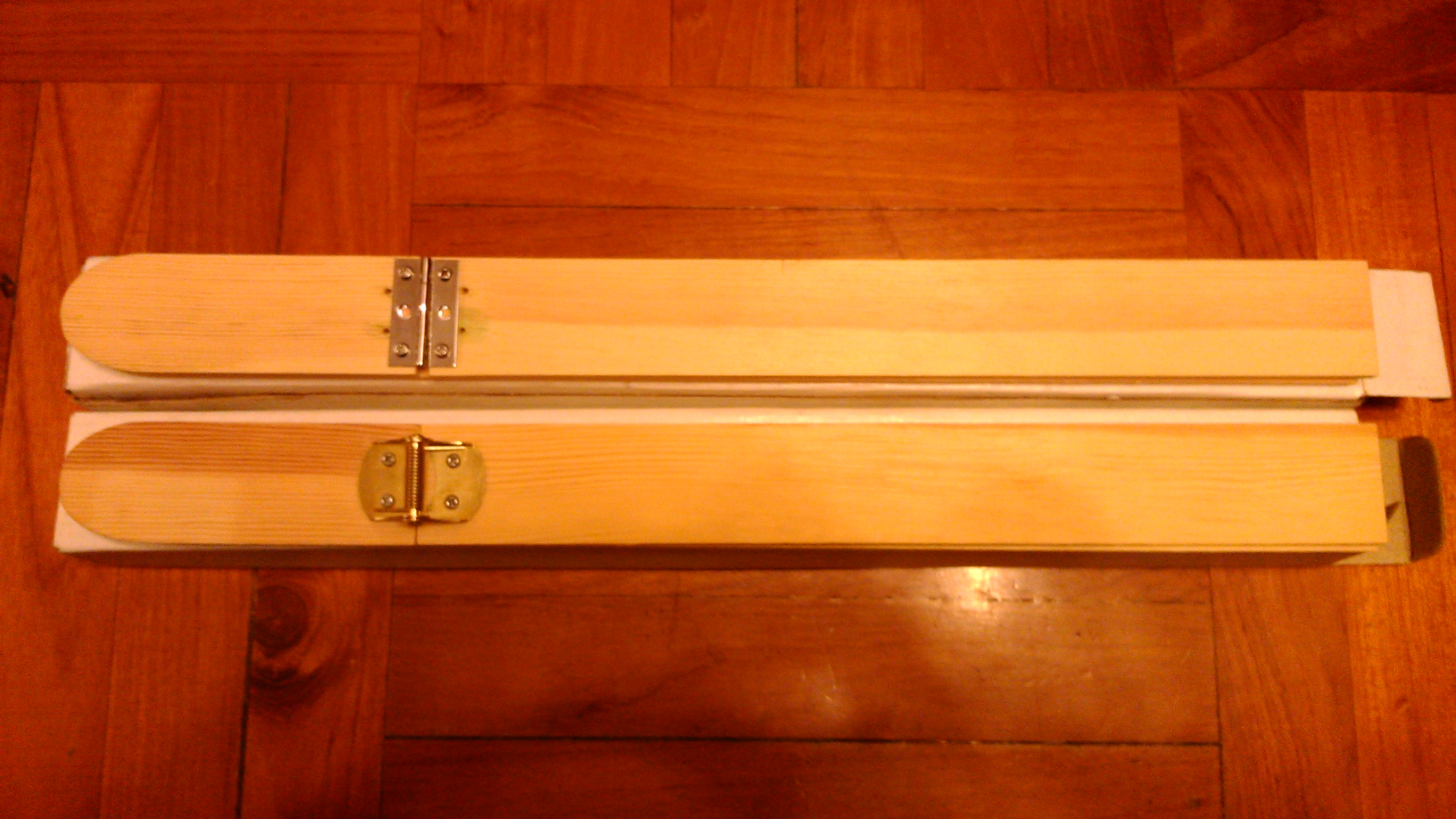
兩個同款式的樂鞭，但上面一個改為活動式鉸鏈，下面則為原裝彈簧式鉸鏈。

現時所使用的樂鞭有兩種。第一種是使用彈簧式的鉸鏈，英文亦可稱為 slapstick。其中一塊木板較長及附有手把，另一塊則較短，鉸鏈置於短木板的末端及長木板的手把位對上位置。彈簧式鉸鏈的樂鞭最大的好處是只需使用一隻手便能發出聲響，使用較方便但音量較少，而且不小心使用可能會遭夾傷。另一款樂鞭則使用活動式的鉸鏈，把兩塊長度相同的木板連接起來。每塊木板的外側都加上一個手把，敲擊樂手用雙手先把木板撐開，然後快速地將木板拍合而發出聲響。活動式鉸鏈的樂鞭所發出的聲量較大，但使用時則較為不便。布烈頓的音樂通常都會採用這種樂鞭。

## 其他有運用樂鞭的曲目
- 布烈頓：《戰爭安魂曲》
- 阿隆·科普兰：第3號交響曲、《羅迪歐》
- 米堯：敲擊樂協奏曲
- 拉威爾：G大調鋼琴協奏曲
- 蕭士達高維契：第13、第14及第15號交響曲、肖斯塔科维奇第二大提琴协奏曲 Op.126
- 華爾頓：《伯沙撒的宴會》